# Campionati mondiali di slittino 1997
I Campionati mondiali di slittino 1997, trentaduesima edizione della manifestazione organizzata dalla Federazione Internazionale Slittino, si tennero dal 17 al 19 febbraio 1997 ad Igls, una frazione di Innsbruck in Austria, sulla Kunsteisbahn Bob-Rodel Igls, la stessa sulla quale si svolsero le competizioni del bob e dello slittino ai Giochi di Innsbruck 1976 e le rassegne iridate nel 1977 e nel 1987; furono disputate gare in quattro differenti specialità: nel singolo uomini, nel singolo donne, nel doppio e nella prova a squadre.
Vincitrice del medagliere fu la squadra tedesca, capace di conquistare due titoli e sei medaglie sulle dodici assegnate in totale: quelle d'oro furono conquistate da Georg Hackl nel singolo uomini e da Susi Erdmann nell'individuale femminile, entrambi al loro terzo trionfo iridato. Gli altri titoli furono ottenuti dai rappresentanti della nazionale austriaca Tobias Schiegl e Markus Schiegl nel doppio, che bissarono il titolo ottenuto nella passata edizione, e dagli stessi cugini Schiegl insieme a Markus Prock, Gerhard Gleirscher, Angelika Neuner ed Andrea Tagwerker nella prova a squadre.
Oltre agli austriaci Tobias Schiegl e Markus Schiegl, che vinsero due medaglie d'oro, gli altri atleti che riuscirono a salire per due volte sul podio in questa rassegna iridata furono i connazionali Markus Prock, Gerhard Gleirscher ed Angelika Neuner ed i tedeschi Georg Hackl, Stefan Krauße e Jan Behrendt.

## Risultati

### Singolo uomini
La gara fu disputata su due manches nell'arco di una sola giornata e presero parte alla competizione 58 atleti in rappresentanza di 25 differenti nazioni; campione uscente era l'austriaco Markus Prock, che concluse la prova al secondo posto, ed il titolo fu conquistato dal tedesco Georg Hackl, già due volte campione mondiale a Winterberg 1989 ed a Calgary 1990 e giunto così alla sua settima medaglia iridata consecutiva nella specialità, nonché vincitore dell'oro olimpico ai Giochi di Albertville 1992 e di Lillehammer 1994, mentre terzo si classificò l'altro austriaco Gerhard Gleirscher.
| Pos. | Atleti             | Nazione     |
| ---- | ------------------ | ----------- |
|      | Georg Hackl        | Germania    |
|      | Markus Prock       | Austria     |
|      | Gerhard Gleirscher | Austria     |
| 4    | Jens Müller        | Germania    |
| 5    | Armin Zöggeler     | Italia      |
| 6    | Wendel Suckow      | Stati Uniti |
| 7    | Norbert Huber      | Italia      |
| 8    | Mikael Holm        | Svezia      |
| 9    | Wilfried Huber     | Italia      |
| 10   | Duncan Kennedy     | Stati Uniti |

### Singolo donne
La gara fu disputata su due manches nell'arco di una sola giornata e presero parte alla competizione 39 atlete in rappresentanza di 17 differenti nazioni; campionessa uscente era la tedesca Jana Bode, che concluse la prova al secondo posto, ed il titolo fu conquistato dalla connazionale Susi Erdmann, già vincitrice di due titoli iridati a Winterberg 1989 ed a Winterberg 1991 e per due volte sul podio ai Giochi olimpici di Albertville 1992 e di Lillehammer 1994, mentre terza si classificò l'austriaca Angelika Neuner, che aveva colto l'argento ai Giochi di Albertville 1992.
| Pos. | Atleti               | Nazione     |
| ---- | -------------------- | ----------- |
|      | Susi Erdmann         | Germania    |
|      | Jana Bode            | Germania    |
|      | Angelika Neuner      | Austria     |
| 4    | Sylke Otto           | Germania    |
| 5    | Andrea Tagwerker     | Austria     |
| 6    | Barbara Niedernhuber | Germania    |
| 7    | Silke Kraushaar      | Germania    |
| 8    | Cameron Myler        | Stati Uniti |
| 9    | Erin Warren          | Stati Uniti |
| 10   | Natalie Obkircher    | Italia      |

### Doppio
La gara fu disputata su due manches nell'arco di una sola giornata e presero parte alla competizione 48 atleti in rappresentanza di 11 differenti nazioni; campioni uscenti erano i cugini austriaci Tobias Schiegl e Markus Schiegl, che riuscirono a bissare il titolo ottenuto nell'ultima rassegna iridata, davanti alle coppie tedesche formate da Stefan Krauße e Jan Behrendt, già vincitori di quattro titoli iridati nella specialità e campioni olimpici ad Albertville 1992, e da Steffen Skel e Steffen Wöller.
| Pos. | Atleti                                    | Nazione     |
| ---- | ----------------------------------------- | ----------- |
|      | Tobias Schiegl Markus Schiegl             | Austria     |
|      | Stefan Krauße Jan Behrendt                | Germania    |
|      | Steffen Skel Steffen Wöller               | Germania    |
| 4    | Christopher Thorpe Gordon Sheer           | Stati Uniti |
| 5    | Gerhard Plankensteiner Oswald Haselrieder | Italia      |
| 6    | Christian Niccum Matthew McClain          | Stati Uniti |
| 7    | Kurt Brugger Wilfried Huber               | Italia      |
| 8    | Mark Grimmette Brian Martin               | Stati Uniti |
| 9    | Piotr Orslowski Robert Mieszała           | Polonia     |
| 10   | André Florschütz Torsten Wustlich         | Germania    |

### Gara a squadre
La gara fu disputata nell'arco di una sola giornata e ogni squadra nazionale prese parte alla competizione con alcuni tra gli atleti che avevano ottenuto i migliori risultati nelle tre discipline in questa edizione dei mondiali; nello specifico la prova vide la partenza di due singolaristi uomini e di due donne, nonché di un doppio per ogni nazione, che gareggiarono ciascuno in una singola manche; al termine di ognuna delle tre prove vennero assegnati punteggi decrescenti ai partecipanti e la somma totale dei punti così ottenuti laureò campione la nazionale austriaca di Markus Prock, Gerhard Gleirscher, Angelika Neuner, Andrea Tagwerker, Tobias Schiegl e Markus Schiegl davanti alla squadra tedesca composta da Georg Hackl, Jens Müller, Sylke Otto, Silke Kraushaar, Stefan Krauße e Jan Behrendt ed al team italiano formato da Armin Zöggeler, Wilfried Huber, Natalie Obkircher, Gerda Weissensteiner, Gerhard Plankensteiner ed Oswald Haselrieder.
| Pos. | Squadra     | Atleti | Punteggio |
| ---- | ----------- | --- | --------- |
|      | Austria     | Markus Prock, Gerhard Gleirscher Angelika Neuner, Andrea Tagwerker Tobias Schiegl / Markus Schiegl                 | 145       |
|      | Germania    | Georg Hackl, Jens Müller Sylke Otto, Silke Kraushaar Stefan Krauße / Jan Behrendt                                  | 139       |
|      | Italia      | Armin Zöggeler, Wilfried Huber Natalie Obkircher, Gerda Weissensteiner Gerhard Plankensteiner / Oswald Haselrieder | 124       |
| 4    | Stati Uniti | Wendel Suckow, Duncan Kennedy Cameron Myler, Erin Warren Christopher Thorpe / Gordon Sheer                         | N.D.      |
| 5    | Russia      | Al'bert Demčenko, Oleg Ermolin Elena Tret'jakova, Irina Kusakina Al'bert Demčenko / Semën Kolobaev                 | N.D.      |

## Medagliere
| Posizione | Nazione  | Oro | Argento | Bronzo | Totale |
| --------- | -------- | --- | ------- | ------ | ------ |
| 1         | Germania | 2   | 3       | 1      | 6      |
| 2         | Austria  | 2   | 1       | 2      | 5      |
| 3         | Italia   | 0   | 0       | 1      | 1      |
| Totale    | Totale   | 4   | 4       | 4      | 12     |